# Anastasia (voornaam)
Anastasia is een vrouwelijke voornaam en is de vrouwelijke variant van het mannelijke Anastasius. De naam is afkomstig van het Griekse Ἀναστασία wat opstanding of verrijzenis betekent. Anastasia is een populaire naam in Oost-Europa, met name in Rusland (Анастасия), waar het de meest gegeven naam was tot 2008, toen Sophia de meest gegeven naam werd.
Varianten van Anastasia zijn onder meer Anastasija, Anya, Sia, Tasia, Tacha, Stacy, maar ook Nastja of Nastya, Nastenka en Nastyona.

## Oorsprong
Anastasia is een naam die in de begindagen van het christendom ontstond en werd gegeven aan meisjes die in december en rond Pasen werden geboren. Het is de naam van vele heiligen zoals Anastasia van Sirmium.

## Bekende naamdraagsters
- Anastasia van Kiev, Hongaarse koningin
- Anastasia Romanovna, Russisch tsarina
- Anastasia van Griekenland en Denemarken, vrouw van prins Christoffel
- Anastasia Nikolajevna van Rusland, Russisch grootvorstin
- Anastasia Soare-Bălămaci, Roemeens-Amerikaanse miljardair en zakenvrouw
- Anastasija Prychodko, Oekraïens zangeres